# Rudolf Lindmayer
Rudolf Lindmayer (24 de febrer de 1882 – 1957) va ser un lluitador austríac que va competir a començaments del segle xx.
El 1906 va prendre part en els Jocs Intercalats d'Atenes, on disputà la prova del pes mig del programa de lluita, en què guanyà la medalla de plata. En aquest mateixos Jocs va disputar la competició d'estirar la corda, on fou quart.